# کنیسه حییم
کنیسه حییم نخستین کنیسه‌ای بود که در سال ۱۲۹۲ شمسی (۵۶۷۴ عبری) در خارج از محله عودلاجان که مرکز اصلی سکونت یهودیان بود، توسط آقایان اسحاق صدق و اسحاق مراداف در یکی از کوچه‌های فرعی خیابان سی تیر (قوام‌السلطنه سابق)، کوچه سیمی ساخته شد.

## پیشینه
این کنیسه را اولین کنیسه خارج از محله عودلاجان است. پیروان آیین یهودیت پیش از آن بیشتر در محدودهٔ محله‌های یهودی‌نشین یعنی محله عودلاجان کنیسه داشتند. کنیسه‌های قدیمی‌تر بیشتر در خیابان سیروس وجود دارند که قدمت آنها به ۲۰۰ سال پیش برمی‌گردد. کنیسای حییم نتیجه تحولات مشروطه است که طی آن یهودیان در مجلس دارای وکیل شدند. قدمت کنیسای حییم بیش از یک قرن است. بعدها در اطراف این کنیسه، خانه‌های جامعه یهودی به تدریج ساخته شدند.
در جنگ جهانی دوم مهاجران لهستانی وارد ایران شده و یهودیان ایرانی مهماندار یهودیان لهستان می‌شوند و در کنار کنیسه حیییم، یهودیان ایرانی یک کنیسا مختص مهمانان لهستانی خود که از فرقه اشکنازی بودند بانام کنیسه لهستانی ها می‌سازند. بعدها این کنیسه هم در اختیار یهودیان ایرانی قرار گرفت.
کنیسه حییم در یکی از مناطق تاریخی و گردشگری تهران قرار گرفته است. «این دروازه خداوند است، عادلان داخل خواهند شد.» جمله‌ای که بالای عبادتگاه اصلی این کنیسه به خط عبری نوشته شده است.

## نگارخانه

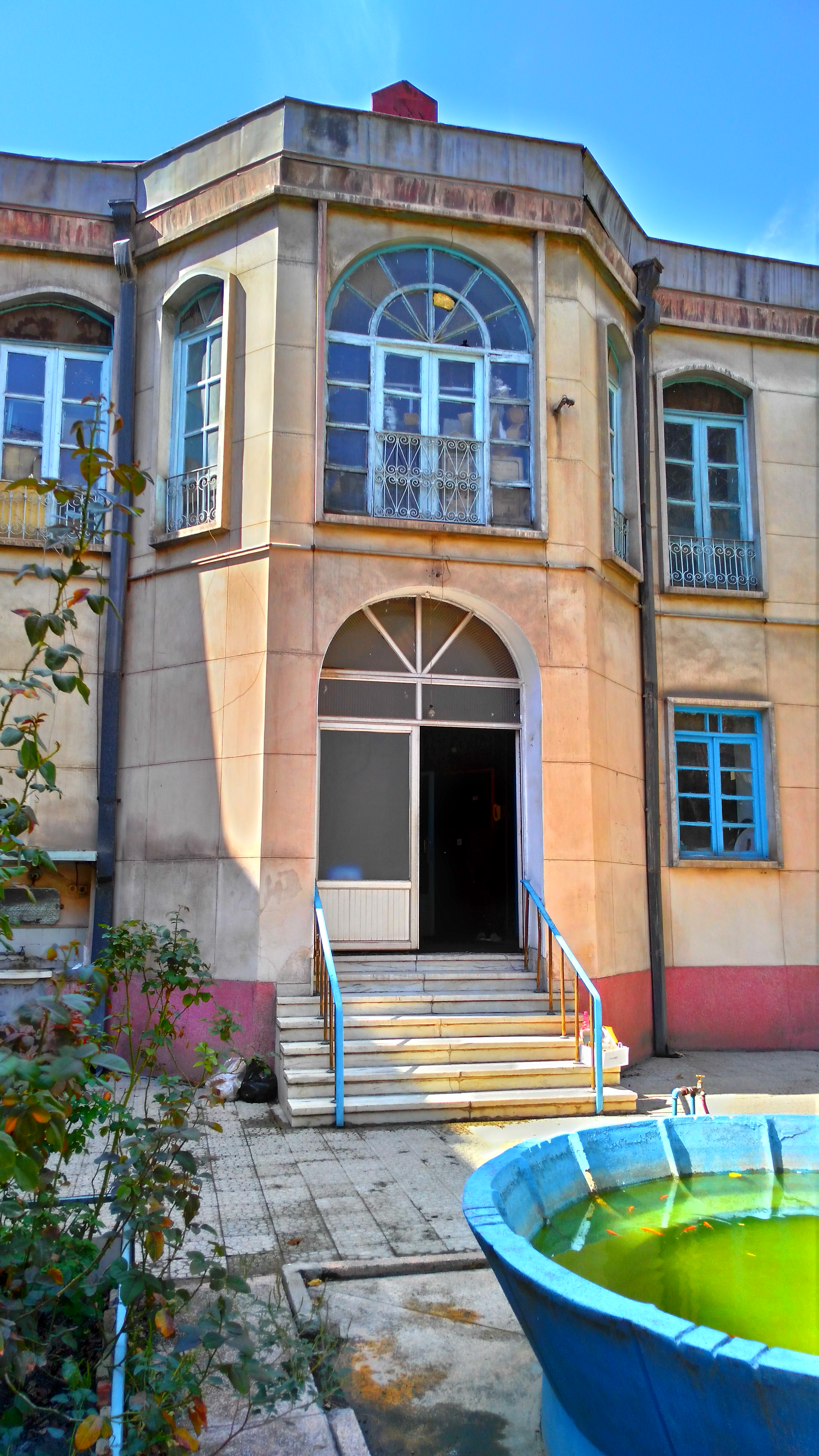
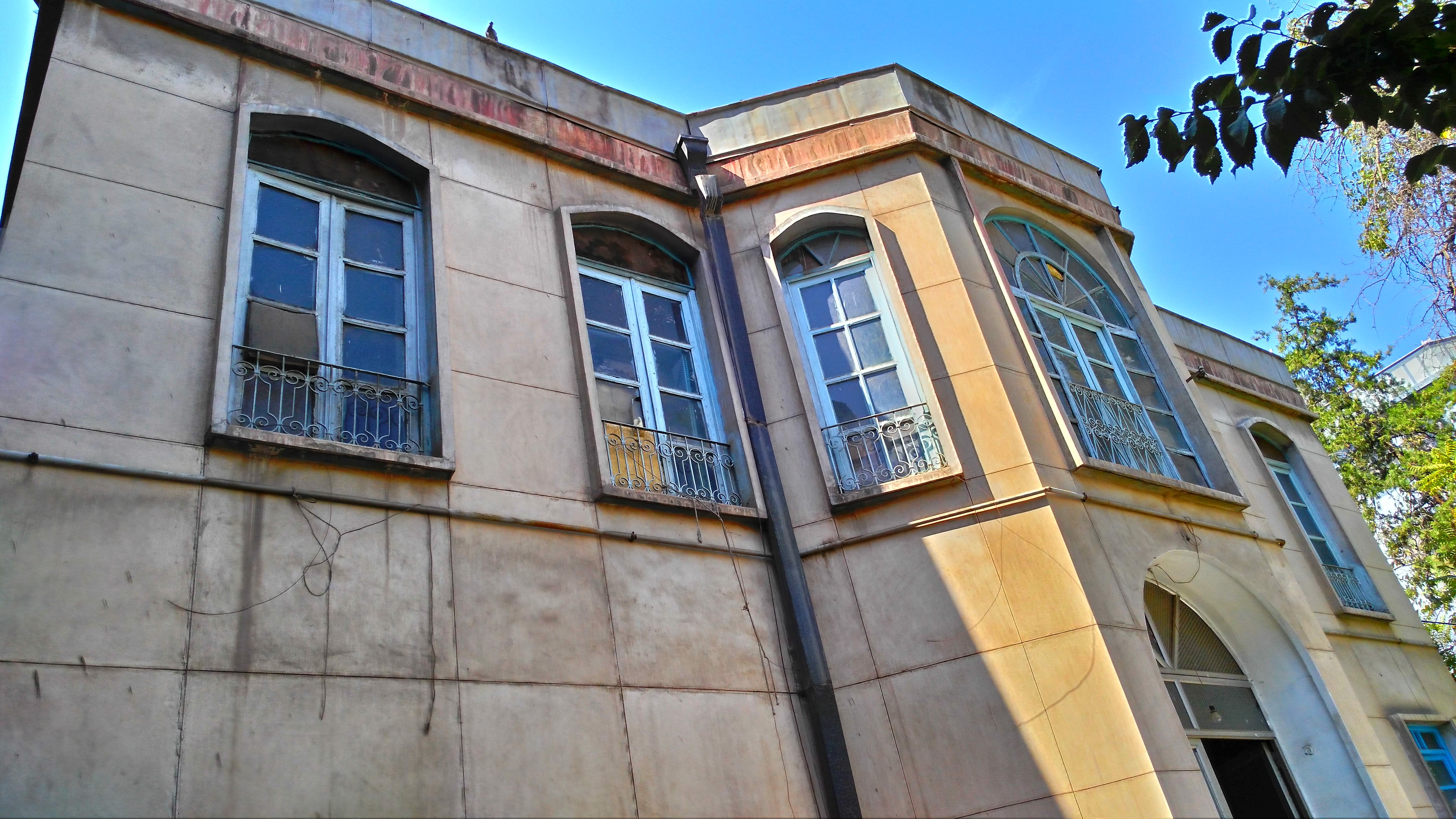
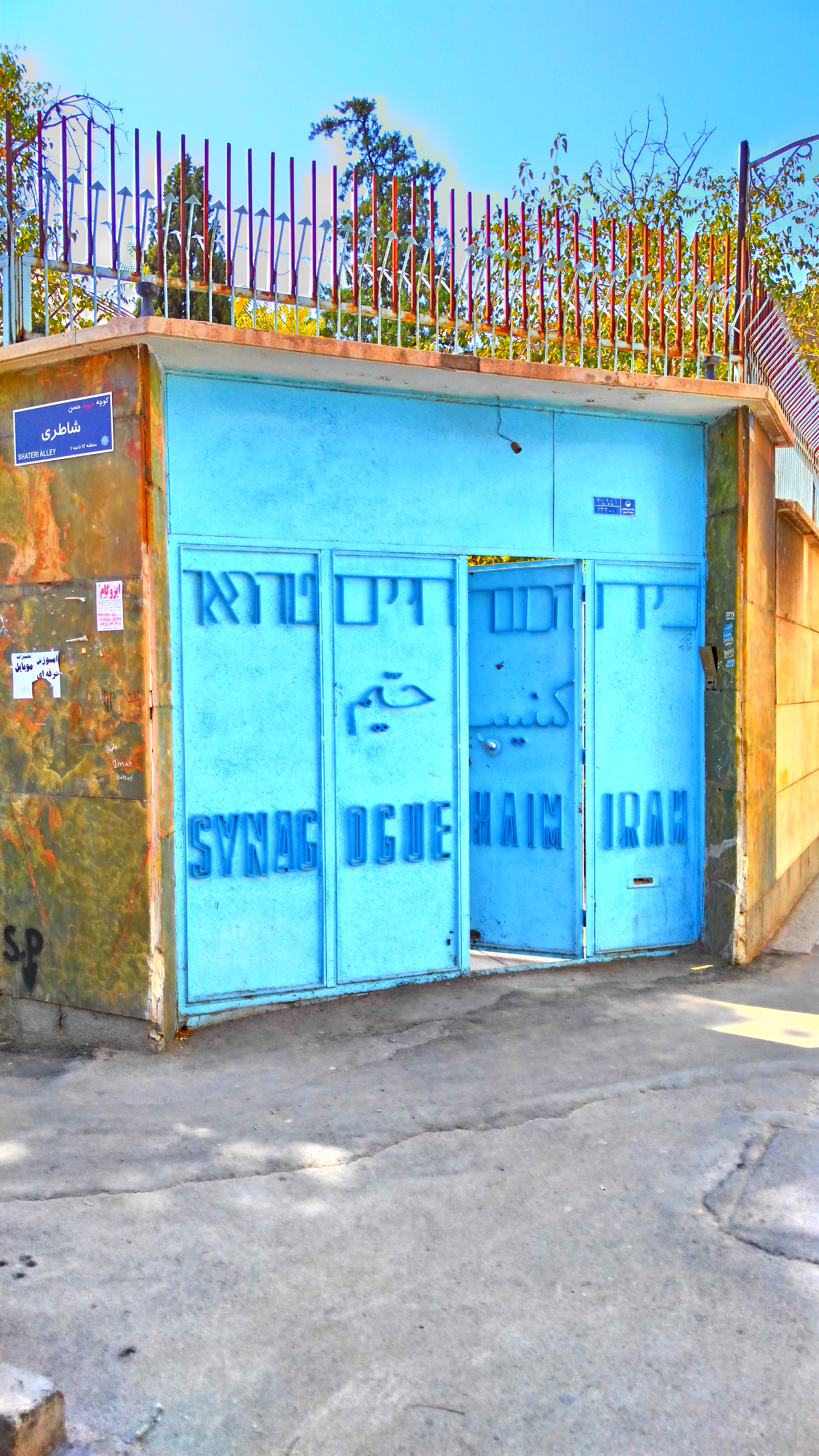
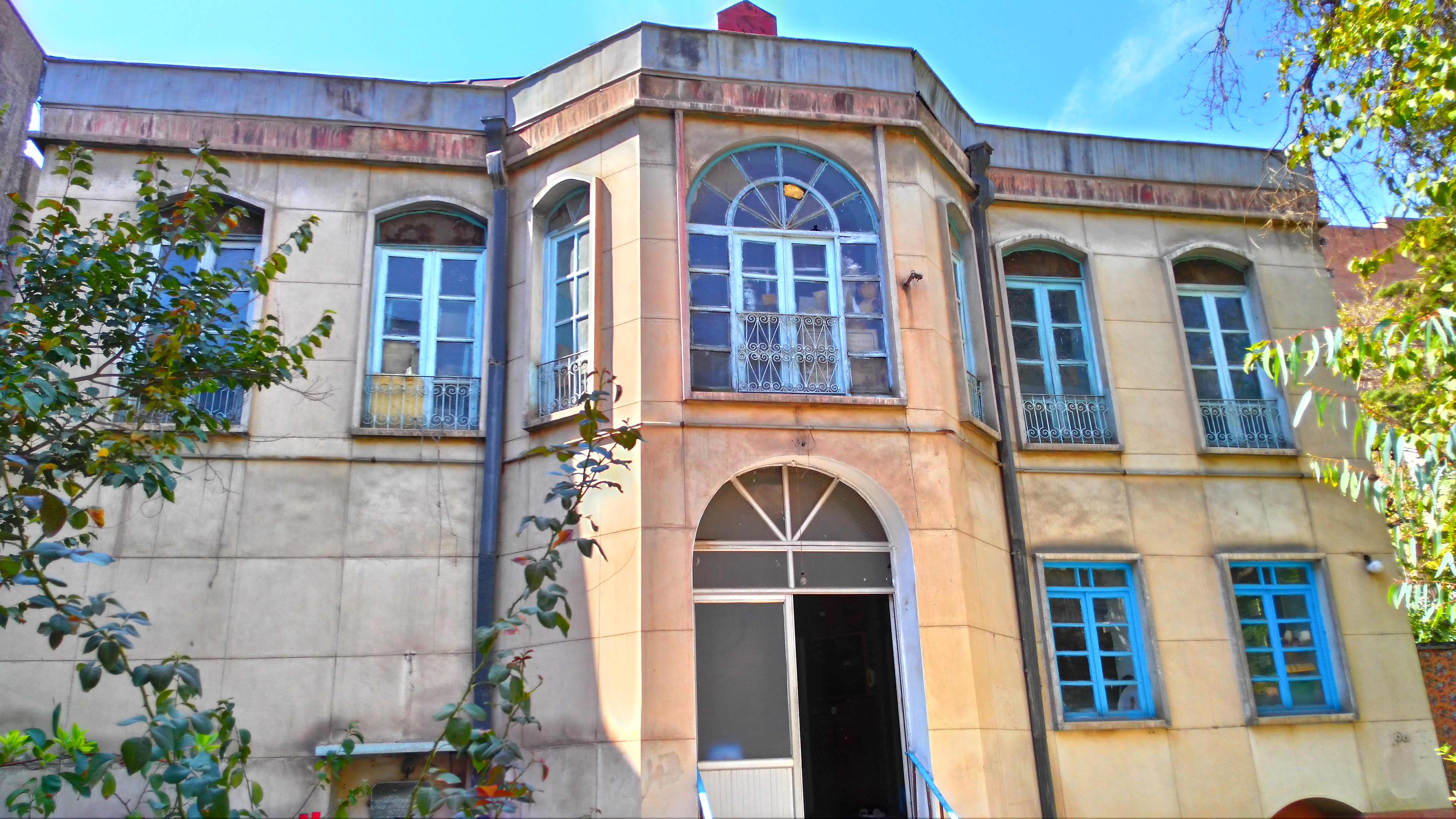
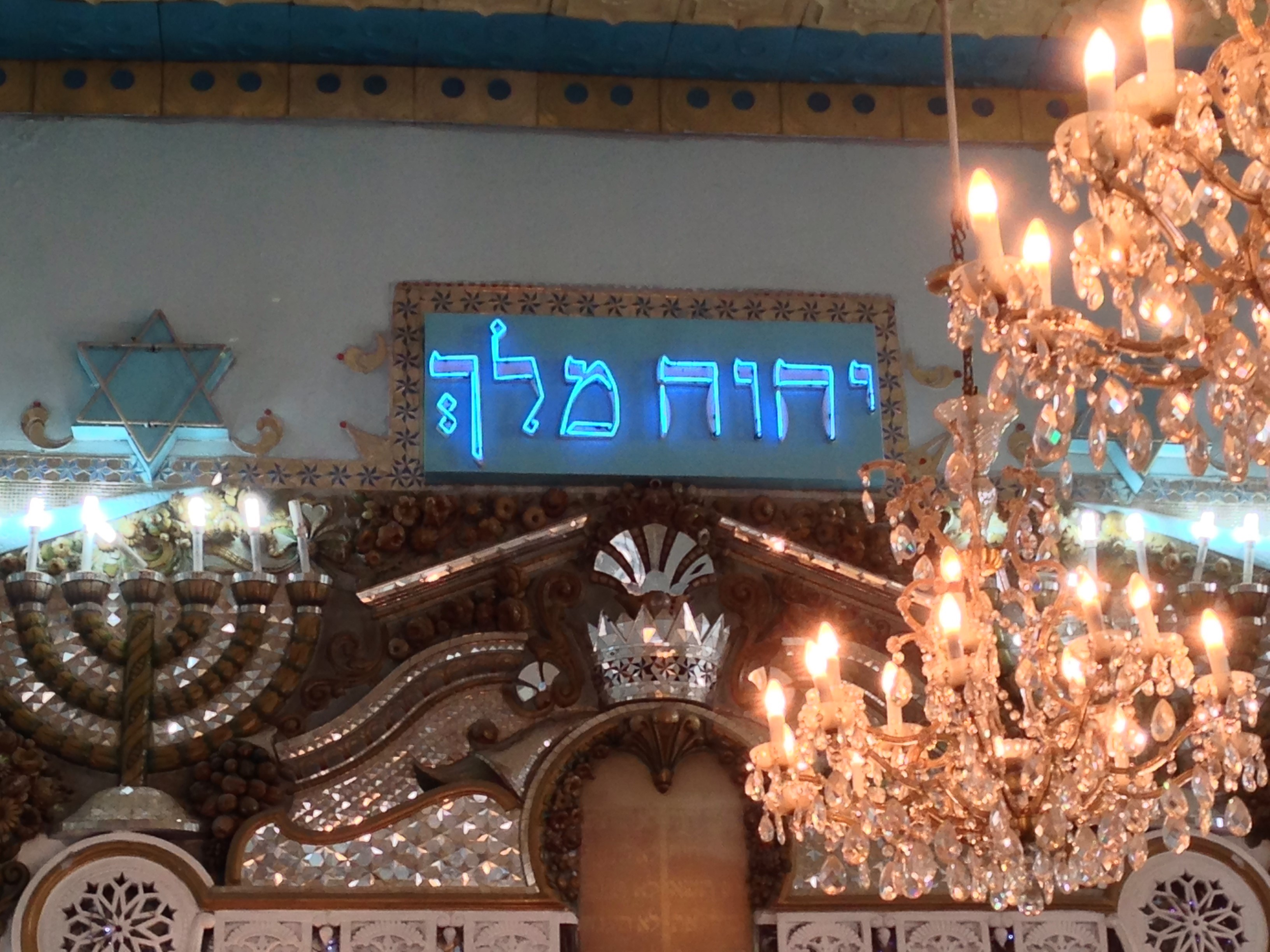
بخشی از محراب کنیسه